# Albert Memmi
Pour les articles homonymes, voir Memmi.
Albert Memmi, né le 15 décembre 1920 à Tunis et mort le 22 mai 2020 à Paris, est un écrivain et essayiste franco-tunisien.

## Biographie

### Jeunesse et études

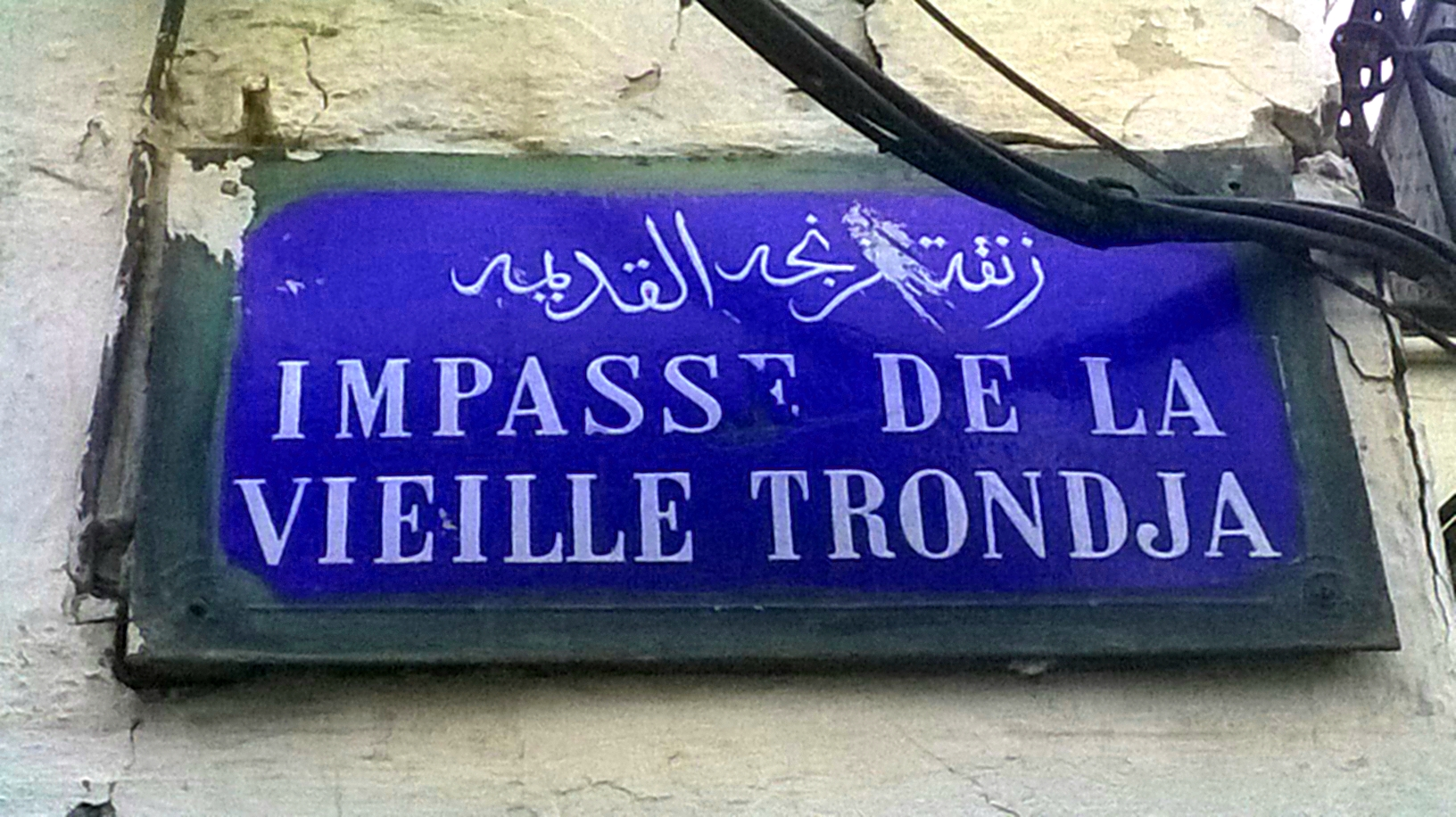
Impasse de la Vieille-Tronja dans la Hara de Tunis.

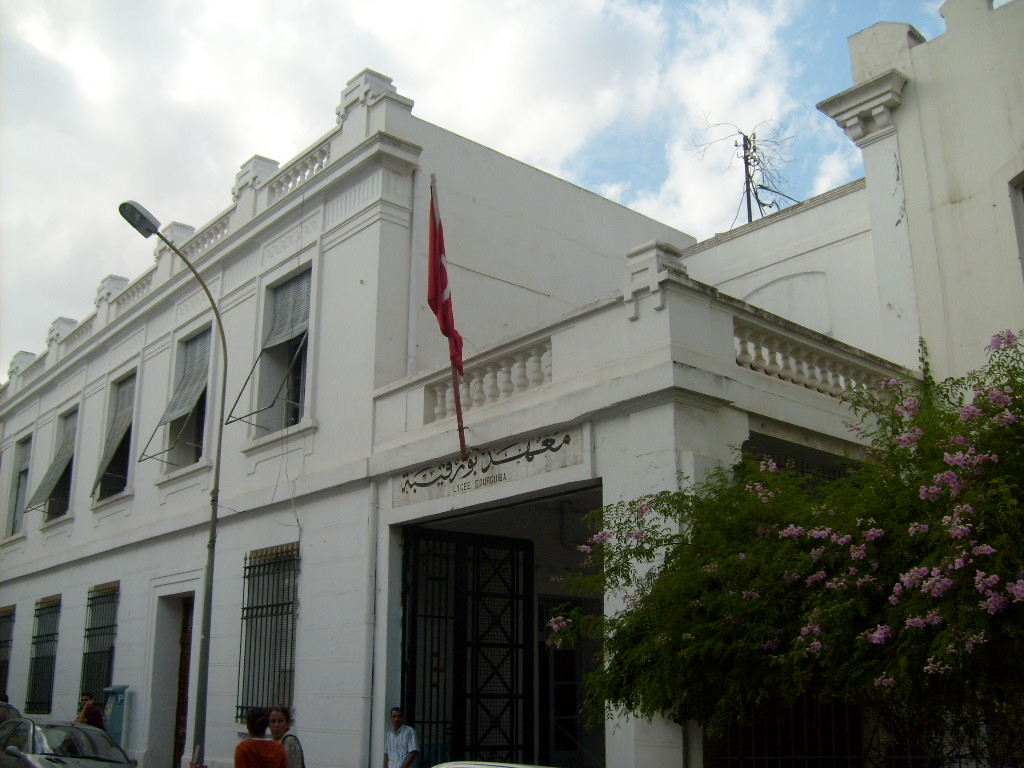
Façade de l'ancien lycée Carnot de Tunis.

Albert Memmi naît le 15 décembre 1920, à huit heures du matin, au no 4 de l'impasse Tronja, rue Vieille-Tronja, dans le quartier juif de la Hara à Tunis, capitale de la Tunisie, alors placée sous protectorat de la France,. Il est l'aîné de huit enfants. Son père, François Memmi, est un artisan bourrelier d'origine juive italienne ; sa mère, Marguerite Sarfati, Juive sépharade d'ascendance berbère,, est analphabète. Sa langue maternelle est le judéo-arabe.
À sept ans, Albert Memmi entre à l'école de l'Alliance israélite universelle. Meilleur élève de sa promotion, il obtient une bourse privée qui lui permet de suivre des études secondaires au lycée Carnot de Tunis,. En 1939, il obtient un baccalauréat en philosophie,. Il commence des études de philosophie à l'université d'Alger tout en demeurant à Tunis où, afin de subvenir à ses besoins, il occupe un poste de surveillant au lycée Carnot.
En 1942-1943, il fait — « à peu près volontairement » selon ses propres termes — l'expérience des camps de travail forcé,.
En 1944, Albert Memmi reprend ses études de philosophie, d'abord à Alger, puis à Paris où il s'inscrit à la Sorbonne afin de préparer l'agrégation, qu'il n'obtient cependant pas.

### Carrière
Parallèlement à son œuvre littéraire, il poursuit une carrière d'enseignant au lycée Carnot de Tunis (1953) puis, après s'être replié en France à l'indépendance de la Tunisie, à l'École pratique des hautes études, à HEC Paris et à l'université de Nanterre (1970). En 1967, il obtient la nationalité française.
Bien qu'ayant soutenu le mouvement d'émancipation de la Tunisie, il ne peut trouver sa place dans le nouvel État musulman.
Il publie un premier roman largement autobiographique en 1953, La Statue de sel,,,, dont la préface a été écrite par Albert Camus. Son œuvre la plus connue est un essai théorique préfacé par Jean-Paul Sartre : Portrait du colonisé, précédé du portrait du colonisateur, publié en 1957 et qui apparaît, à l'époque, comme un soutien aux mouvements indépendantistes. Cette œuvre montre comment la relation entre colonisateur et colonisé les conditionne l'un et l'autre. Il est aussi connu pour l'Anthologie des littératures maghrébines publiée en 1965 (tome I) et 1969 (tome II). Il apparaît dans l'émission Italiques à l'occasion du dixième anniversaire de l'indépendance de l'Algérie.
Il est membre du comité de parrainage de la Coordination française pour la décennie de la culture de non-violence et de paix. Il fait également partie du comité de parrainage de l'association La Paix maintenant.
Il est membre du comité d'honneur de l'Association pour le droit de mourir dans la dignité.
Albert Memmi meurt le 22 mai 2020 à Paris à l’âge de 99 ans,.

### Vie privée
En 1946 à Paris, Albert Memmi épouse la germaniste française Germaine Dubach, plus tard professeure à l'université Paris-VIII,. Elle meurt en 2009.

## Concept de judéité
Au début des années 1970, Albert Memmi réfléchit sur ce que signifie être Juif. Il fonde alors le concept de judéité comme base de son travail d'exploration de l'être juif. Ce concept, dont il jeta les bases, sera ensuite utilisé par de nombreux philosophes.

## Concept d'hétérophobie
Dans son livre Le Racisme, Albert Memmi développe le concept d'hétérophobie : « Le refus d’autrui au nom de n’importe quelle différence ». Ce terme désigne la peur diffuse et agressive d'autrui pouvant se transformer en violence physique. Le racisme est une expression particulière de l'hétérophobie.

## Honneurs et distinctions
Le 17 octobre 1975, Albert Memmi est élu membre associé de l'Académie des sciences d'outre-mer.
En 1999, il est fait docteur honoris causa de l'université Ben-Gourion du Néguev,.

### Prix
En 2004, l'Académie française lui décerne le grand prix de la francophonie pour l'« ensemble de son œuvre écrite en français »,.
Il a reçu de nombreux autres prix parmi lesquels : le Prix de Carthage à Tunis en 1953 puis le Prix Fénéon à Paris en 1954, tous deux pour La Statue de sel ; le Prix Simba à Rome en 1978 pour « l'apport africain de son œuvre » ; le prix de l'Union rationaliste en 1994 ; le Grand Prix littéraire du Maghreb de la Fondation Nourredine-Aba à l'Unesco en 1995 ; le Prix de l'Afrique méditerranéenne (hors concours) de l'Association des écrivains de langue française en 2001 « pour l'ensemble de son œuvre » ; ou encore le Prix littéraire Tunisie-France, le Chalom du Conseil représentatif des institutions juives de France et le Prix de la ville de Bari.

### Décorations
Albert Memmi est officier de l'ordre national de la Légion d'honneur, commandeur du Nichan Iftikhar et officier de l'ordre de la République tunisienne.

### Honneurs
Une place porte son nom dans le 4e arrondissement de Paris depuis juin 2022.

## Œuvres
- La Statue de sel, Paris, Corréa, 1953, 292 p.
- Agar, Paris, Corréa, 1955, 253 p.
- Portrait du colonisé, précédé du portrait du colonisateur (préf. Jean-Paul Sartre), Paris, Buchet/Chastel, 1957, 193 p.
- Portrait d'un Juif, Paris, Éditions Gallimard, coll. « Blanche », 1962, 312 p. (ISBN 2-07-024380-X).
- Anthologie des écrivains maghrébins d'expression française, Paris, Présence africaine, 1964, 299 p.
- La Libération du Juif, Paris, Payot, 1966, 272 p. (ISBN 2-07-024381-8).
- L'Homme dominé, Paris, Éditions Gallimard, 1968, 224 p. (ISBN 2-07-027197-8).
- Le Scorpion ou la confession imaginaire, Paris, Éditions Gallimard, 1969, 304 p. (ISBN 978-2-070-27198-6).
- Portrait du colonisé, suivi de Les Canadiens français sont-ils des colonisés ?, Montréal, L'Étincelle, 1972, 146 p. (ISBN 978-0-885-15018-2)Nouvelle édition québécoise, revue et corrigée
- Juifs et Arabes, Paris, Éditions Gallimard, coll. « Idées », 1974, 224 p. (ISBN 2-07-035320-6).
- La terre intérieure, Paris, Éditions Gallimard, coll. « Blanche », 1976, 288 p. (ISBN 2-07-029375-0).
- Le Désert, ou la vie et les aventures de Jubaïr Ouali El-Mammi, Paris, Éditions Gallimard, 1977, 191 p. (ISBN 2-07-029754-3).
- La Dépendance : esquisse pour un portrait du dépendant, Paris, Éditions Gallimard, 1979, 216 p. (ISBN 2-07-028920-6).
- Le Racisme : description, définition, traitement, Paris, Éditions Gallimard, coll. « Idées Sciences humaines », 1982, 220 p. (ISBN 2-07-035461-X).
- Ce que je crois, Paris, Éditions Grasset, 1985, 223 p. (ISBN 2-246-31171-3).
- Le Pharaon, Paris, Éditions Julliard, 1988, 376 p. (ISBN 2-260-00535-7).
- Le Mirliton du ciel, Paris, Éditions Julliard, 1990, 160 p. (ISBN 2-260-00650-7).
- Le Juif et l'Autre, Paris, Christian de Bartillat, 1995, 222 p. (ISBN 2-84100-025-7).
- L'Exercice du bonheur, Paris, Arléa, 1998, 172 p. (ISBN 2-86959-379-1).
- Le Buveur et l'Amoureux, Paris, Arléa, 1998, 254 p. (ISBN 978-2-869-59391-6).
- Le Nomade immobile, Paris, Arléa, 2000, 278 p. (ISBN 978-2-869-59521-7).
- Dictionnaire critique à l'usage des incrédules, Paris, Éditions du Félin, 2002, 374 p. (ISBN 978-2-866-45430-2).
- Térésa et autres femmes, Paris, Éditions du Félin, 2004, 268 p. (ISBN 978-2-866-45568-2).
- Portrait du décolonisé arabo-musulman et de quelques autres, Paris, Éditions Gallimard, 2005, 176 p. (ISBN 978-2-070-77377-0).
- Le Testament insolent, Paris, Éditions Odile Jacob, 2009, 256 p. (ISBN 978-2-738-12303-9).
- Portraits : Portrait du colonisé, Portrait du colonisateur, Portrait du décolonisé arabo-musulman et de quelques autres, Portrait d'un Juif, La Libération du Juif et L'Homme dominé, Paris, CNRS Éditions, coll. « Planète libre », 2015, 1294 p. (ISBN 978-2-271-07987-9)Édition critique de Guy Dugas
- Penser à vif : de la colonisation à la laïcité, Paris, Non Lieu, 2017, 320 p. (ISBN 978-2-352-70247-4)Textes réunis et présentés par Hervé Sanson
- Tunisie, an 1 : journal tunisien, 1955-1956, suivi de Tunisie, un pays d'opérette et Autres écrits des années tunisiennes, Paris, CNRS Éditions, coll. « Biblis », 2017, 226 p. (ISBN 978-2-271-09435-3)Édité et annoté par Guy Dugas
- Journal de guerre (1939-1943) suivi de Journal d’un travailleur forcé et autres textes de circonstance, Paris, CNRS Éditions, 2019, 304 p. (ISBN 978-2-271-09421-6)Édité et annoté par Guy Dugas
- Les Hypothèses infinies : journal 1936-1962, Paris, CNRS Éditions, coll. « Planète libre », 2021, 1435 p. (ISBN 978-2271135933)Établi et annoté par Guy Dugas
- Mon Retour à Tipaza, suivi de Lettre à un jeune Tunisien, Alger/Lunel, El Kalima, coll. « PIM » (no 14), 2021, 86 p. (ISBN 978-9931-441-55-7)Présentation de Guy Dugas